# Новая Деревня (Кстовский район)
Но́вая Дере́вня — деревня в Кстовском районе Нижегородской области. Входит в состав Большемокринского сельсовета.
Деревня располагается на правом берегу реки Кудьмы.